# Grått stillfrö
Grått stillfrö (Descurainia incana) är en korsblommig växtart som först beskrevs av Johann Jakob Bernhardi, Fisch. och Carl Anton von Meyer, och fick sitt nu gällande namn av Robert D. Dorn. Enligt Catalogue of Life ingår Grått stillfrö i släktet stillfrön och familjen korsblommiga växter, men enligt Dyntaxa är tillhörigheten istället släktet stillfrön och familjen korsblommiga växter. Arten förekommer tillfälligt i Sverige, men reproducerar sig inte. Inga underarter finns listade i Catalogue of Life.